# François-Olivier Roberge
François-Olivier Roberge (* 15. September 1985) ist ein kanadischer Eisschnellläufer. Er ist ein auf Kurz- und Mittelstrecken spezialisierter Allrounder.
Roberge debütierte im November 2005 beim Weltcup in Calgary. Zuvor wurde er im Februar 2004 und im Februar 2006 Vizejuniorenweltmeister mit dem Team. Im Weltcup konnte er im November 2006 erstmals unter die Top 10 (Platz 9 über 1000 Meter) und somit in die Weltspitze laufen, nachdem er in der Vorsaison schon dreimal auf den dritten Rang der Weltcup-B-Gruppe kam.